# Гайон, Роберто
Робе́рто Гайо́н (исп. Roberto Gayón, 1905, Мехико, Мексика — дата смерти неизвестна) — мексиканский футболист, нападающий, участник чемпионата мира 1930 года.

## Биография
Роберто Гайон играл за мексиканский клуб «Америка». В 1930 году принимал участие в первом чемпионате мира по футболу, проходившем в Уругвае. Провёл на турнире два матча против сборных Чили и Аргентины. В последнем отметился забитым мячом на 75-й минуте.
| Матчи и голы Роберто Гайона за сборную Мексики | Матчи и голы Роберто Гайона за сборную Мексики | Матчи и голы Роберто Гайона за сборную Мексики | Матчи и голы Роберто Гайона за сборную Мексики | Матчи и голы Роберто Гайона за сборную Мексики | Матчи и голы Роберто Гайона за сборную Мексики | Матчи и голы Роберто Гайона за сборную Мексики |
| ---------------------------------------------- | ---------------------------------------------- | ---------------------------------------------- | ---------------------------------------------- | ---------------------------------------------- | ---------------------------------------------- | ---------------------------------------------- |
| №                                              | Дата                                           | Место проведения                               | Соперник                                       | Счёт                                           | Голы                                           | Турнир                                         |
| 1                                              | 16 июля 1930                                   | Монтевидео, Уругвай                            | Чили                                           | 0:3                                            | -                                              | Чемпионат мира 1930                            |
| 2                                              | 19 июля 1930                                   | Монтевидео, Уругвай                            | Аргентина                                      | 3:6                                            | 1                                              | Чемпионат мира 1930                            |

Итого: 2 матча / 1 гол; 0 побед, 0 ничьих, 2 поражения.